# Fear Inoculum
Albums de Tool
10,000 Days
(2006)
Singles
1. Fear Inoculum
Sortie : 7 août 2019
2. Pneuma
Sortie : 4 avril 2020

Fear Inoculum est le cinquième album studio du groupe de metal progressif américain Tool, sorti le 30 août 2019.
Il s'agit du premier album du groupe en treize ans, après 10,000 Days sorti en 2006.

## Thématique et titre
En interview, Keenan explique que la thématique centrale de Fear Inoculum est la maturité et l'acceptation de soi : « J’ai l’impression que l’album traite de la sagesse à travers l’âge et l’expérience. Heureusement, en vieillissant, vous devenez plus sage grâce à certaines des choses que vous avez vécues. Vous apprenez de vos erreurs et de vos succès. Donc, s’il y a quelque chose qui caractérise cet album, c’est ce phénomène de faire le point sur sa vie et de s’accepter ici et maintenant. »,,
Concernant le titre, Carey précise qu'il s'agit plus précisément du fait d'apprivoiser certaines peurs : « L’album s’appelle Fear Inoculum, c’est un peu comme si vous pouviez choisir vos peurs et les utiliser à votre avantage plutôt que de les laisser vous consumer. Vous grandissez, et à mesure que vous vieillissez, vous en avez plus rien à faire. »,,

## Liste des titres
Fear Inoculum contient sept pistes dans sa version physique, et trois de plus dans sa version numérique, pour une durée totale d'environ 80 minutes,,:
| Version physique | Version physique    | Version physique | Version physique | Version physique | Version physique | Version physique | Version physique | Version physique | Version physique |
| No               | Titre               | Durée            |                  |                  |                  |                  |                  |                  |                  |
| ---------------- | ------------------- | ---------------- | ---------------- | ---------------- | ---------------- | ---------------- | ---------------- | ---------------- | ---------------- |
| 1.               | Fear Inoculum       | 10:20            |                  |                  |                  |                  |                  |                  |                  |
| 2.               | Pneuma              | 11:53            |                  |                  |                  |                  |                  |                  |                  |
| 3.               | Invincible          | 12:44            |                  |                  |                  |                  |                  |                  |                  |
| 4.               | Descending          | 13:37            |                  |                  |                  |                  |                  |                  |                  |
| 5.               | Culling Voices      | 10:05            |                  |                  |                  |                  |                  |                  |                  |
| 6.               | Chocolate Chip Trip | 04:48            |                  |                  |                  |                  |                  |                  |                  |
| 7.               | 7empest             | 15:43            |                  |                  |                  |                  |                  |                  |                  |
| 79:10            |                     |                  |                  |                  |                  |                  |                  |                  |                  |

| Version numérique | Version numérique                    | Version numérique | Version numérique | Version numérique | Version numérique | Version numérique | Version numérique | Version numérique | Version numérique |
| No                | Titre                                | Durée             |                   |                   |                   |                   |                   |                   |                   |
| ----------------- | ------------------------------------ | ----------------- | ----------------- | ----------------- | ----------------- | ----------------- | ----------------- | ----------------- | ----------------- |
| 1.                | Fear Inoculum                        | 10:20             |                   |                   |                   |                   |                   |                   |                   |
| 2.                | Pneuma                               | 11:53             |                   |                   |                   |                   |                   |                   |                   |
| 3.                | Litanie contre la Peur (piste bonus) | 02:14             |                   |                   |                   |                   |                   |                   |                   |
| 4.                | Invincible                           | 12:44             |                   |                   |                   |                   |                   |                   |                   |
| 5.                | Legion Inoculant (piste bonus)       | 03:09             |                   |                   |                   |                   |                   |                   |                   |
| 6.                | Descending                           | 13:37             |                   |                   |                   |                   |                   |                   |                   |
| 7.                | Culling Voices                       | 10:05             |                   |                   |                   |                   |                   |                   |                   |
| 8.                | Chocolate Chip Trip                  | 04:48             |                   |                   |                   |                   |                   |                   |                   |
| 9.                | 7empest                              | 15:43             |                   |                   |                   |                   |                   |                   |                   |
| 10.               | Mockingbeat (piste bonus)            | 02:05             |                   |                   |                   |                   |                   |                   |                   |
| 86:38             |                                      |                   |                   |                   |                   |                   |                   |                   |                   |

## Sortie
Tool annonce en mai 2019 la sortie d'un nouvel album le 30 août 2019. Le titre Fear Inoculum est annoncé le 29 juillet 2019. La pochette de l'album, réalisée par Alex Grey, comme celles de Lateralus et de 10,000 Days, est révélée le 5 août 2019. Un premier morceau, Fear Inoculum, sort le 7 août 2019. La liste des pistes est publiée le 14 août 2019.

## Accueil
Fear Inoculum reçoit un bon accueil critique. L'agrégateur Metacritic lui donne une moyenne de 81/100 en rassemblant 23 critiques. L'album détrône l'album Lover de Taylor Swift, sorti une semaine avant et qui occupait la tête du classement Billboard 200, devenant premier du classement.

## Crédits
Tool
- Maynard James Keenan : chant
- Danny Carey : batterie
- Adam Jones : guitare
- Justin Chancellor : basse

Musicien supplémentaire
- Lustmord : effets sonores

Production
- Joe Barresi (en) : ingénieur et mixage
- Bob Ludwig : mastering

## Classements hebdomadaires
| Classement (2019)                      | Meilleure place |
| -------------------------------------- | --------------- |
| Allemagne (Media Control AG)           | 2               |
| Australie (ARIA)                       | 1               |
| Autriche (Ö3 Austria Top 40)           | 3               |
| Belgique (Flandre Ultratop)            | 1               |
| Belgique (Wallonie Ultratop)           | 4               |
| Canada (Billboard Canadian Albums)     | 1               |
| Danemark (Tracklisten)                 | 4               |
| Écosse (OCC)                           | 2               |
| Espagne (Promusicae)                   | 3               |
| États-Unis (Billboard 200)             | 1               |
| États-Unis (Billboard Top Rock Albums) | 1               |
| Finlande (Suomen virallinen lista)     | 2               |
| France (SNEP)                          | 9               |
| Irlande (Irish Albums Chart)           | 4               |
| Italie (FIMI)                          | 2               |
| Norvège (VG-lista)                     | 1               |
| Nouvelle-Zélande (RIANZ)               | 1               |
| Pays-Bas (Mega Album Top 100)          | 3               |
| Portugal (AFP)                         | 1               |
| Royaume-Uni (UK Albums Chart)          | 4               |
| Royaume-Uni (UK Rock and Metal Chart)  | 1               |
| Suède (Sverigetopplistan)              | 7               |
| Suisse (Schweizer Hitparade)           | 2               |

## Certifications
| Pays                  | Certifications |
| --------------------- | -------------- |
| Canada (Music Canada) | Or             |
| États-Unis (RIAA)     | Or             |